# الکساندروفکا (شهرستان کوگارچینسکی، باشقیرستان)
الکساندروفکا (انگلیسی: Alexandrovka, Kugarchinsky District, Republic of Bashkortostan) یک شهرک در شهرستان کوگارچینسکی جمهوری باشقیرستان در کشور روسیه است.